# Consejo de Conferencias Episcopales de Europa
El Consejo de Conferencias Episcopales de Europa (latín, Consilium Conferentiarum Episcoporum Europae; inglés, Council of the Bishops' Conferences of Europe) es un órgano eclesiástico de la Iglesia católica cuya función es la de asesorar, organizar y administrar las diversas conferencias episcopales de Europa. Su sede central está en Sankt Gallen, Suiza.
Las conferencias episcopales tienen una larga existencia como entidades informales, pero fueron establecidas como cuerpos formales por el Concilio Vaticano II (Christus Dominus, 38) e implementadas por el papa Pablo VI en 1966 motu proprio Ecclesiae sanctae. La operación, autoridad y responsabilidad de las conferencias episcopales está generalmente gobernada por el Código de Derecho Canónico (véase cánones 447-459). La naturaleza de las conferencias episcopales y su autoridad magisterial fueron clarificadas por el papa Juan Pablo II en 1998 motu proprio Apostolos suos Archivado el 7 de enero de 2013 en Wayback Machine..
Su actual presidente es el húngaro Péter Erdő, arzobispo de Esztergom–Budapest y presidente de la Conferencia Episcopal Húngara, nombrado el 8 de octubre de 2006. Son vicepresidentes Józef Michalik, arzobispo de Przemyśl y presidente de la Conferencia Episcopal Polaca; y Angelo Bagnasco, arzobispo de Génova y presidente de la Conferencia Episcopal Italiana, ambos nombrados el 2 de octubre de 2011.

## Países miembros del Consejo
- Conferencia Episcopal de Austria (Österreichische Bischofskonferenz).
- Conferencia Episcopal de Bélgica (Bisschoppenconferentie van België/Conférence Episcopale de Bélgique).
- Conferencia Episcopal Escandinava (Conferentia Episcopalis Scandiae), integrada por los obispos de Dinamarca, Finlandia, Groenlandia, Islandia, Islas Aland, Islas Feroe, Noruega y Suecia.
- Conferencia de los Obispos de Francia (Conférence des Evêques de France).
- Conferencia Episcopal Alemana (Deutsche Bishofskonferenz).
- Conferencia Episcopal Irlandesa (Irish Episcopal Conference), integrada por los obispos de Irlanda e Irlanda del Norte.
- Conferencia Episcopal Italiana (Conferenza Episcopale Italiana), incluye la Ciudad del Vaticano y San Marino.
- Conferencia Episcopal Maltesa (Konferenza Episkopali Maltija/ Conferenza Episcopale Maltese).
- Conferencia Episcopal Neerlandesa (Nederlandse Bisschoppenconferentie).
- Conferencia Episcopal Portuguesa (Conferência Episcopal Portuguesa).
- Conferencia Episcopal Española,[4] incluye Andorra.
- Conferencia de Obispos de Suiza (Conférence des Evêques Suisses/ Schweizer Bischofskonferenz/ Conferenza dei Vescovi svizzeri).
- Conferencia de Obispos de Inglaterra y Gales (Bishops’ Conference of England and Wales), compuesta por Inglaterra, Gales, Guernsey, la Isla de Man y Jersey.
- Conferencia de Obispos de Escocia (Bishops’ Conference of Scotland).
- Conferencia Episcopal Albanesa (Konferenca Ipeshkvnore e Shquipërisë/ Conferenza Episcopale dell’Albania).
- Conferencia de Obispos Católicos de Bielorrusia (Conferentia Episcoporum Catholicorum Bielorussiae/ Біскупы Беларусі).
- Conferencia Episcopal de Bosnia y Herzegovina (Biskupska Konferencija Bosne i Hercegovine).
- Conferencia Episcopal Búlgara (Mejduritualnata Episcopska Konferenzia vâv Bâlgaria/ Conferentia episcoporum Bulgariae).
- Conferencia Episcopal Croata (Hrvatska Biskupska Konferencija).
- Conferencia Episcopal Checa (Česká Biskupská Konference).
- Conferencia Episcopal Griega (Conferentia Episcopalis Graeciae/ Hiera Synodos Katholikes Hierarchias Hellados).
- Conferencia de los Obispos Católicos Húngaros (Magyar Katolikus Püspöki Konferencia).
- Conferencia Episcopal Letona (Latvijas Biskapu Konference/ Conferentia Episcoporum Lettoniae).
- Conferencia Episcopal Lituana (Conferentia Episcopalis Lituaniae/ Katalikų Bažnyčia Lietuvoje).
- Conferencia Episcopal Internacional de los Santos Cirilo y Metodio (Conferenza Episcopale Internazionale dei SS. Cirillo e Metodia), integrada por los obispos de Macedonia del Norte, Montenegro y Serbia.
- Conferencia Episcopal Polaca (Konferencja Episkopatu Polski).
- Conferencia Episcopal Rumana (Conferinţe Episcopală România).
- Conferencia de los Obispos Católicos de la Federación Rusa (Conferenza dei Vescovi Cattolici della Federazione Russa).
- Conferencia Episcopal Eslovaca (Konferencia Biskupov Slovenska/ Conferentia episcoporum Slovachiae).
- Conferencia Episcopal Eslovena (Slovenska Škofovska Konferenca).
- Conferencia Episcopal Ucraniana (Conferenza Episcopale Ucraina/ Conferentia episcoporum Ucrainae).
- También están representados los arzobispos de Luxemburgo y Mónaco y el obispo de Chişinău (Moldavia).

## Presidentes
- Roger Etchegaray (1971–1979)
- George Basil Hume (1979–1986)
- Carlo Maria Martini (1986–1993)
- Miloslav Vlk (16 de abril de 1993–31 de mayo de 2001)
- Amédée Grab (2001–8 de octubre2006)
- Péter Erdő (8 de octubre de 2006-8 de octubre de 2016)
- Angelo Bagnasco (8 de octubre de 2016-25 de septiembre de 2021)
- Gintaras Grušas (desde el 25 de septiembre de 2021)